# ظهريرة سوداء
ظهريرة سوداء (الاسم العلمي:Notoedres nigricans) هي نوع من الحيوانات يتبع جنس الظهريرة من الفصيلة القارمية.